# Giuseppe Bernardino Bison
Giuseppe Bernardino Bison (Palmanova, 16 giugno 1762 – Milano, 24 agosto 1844) è stato un pittore italiano.

## Biografia
Giuseppe Bernardino Bison (o Bisson) nasce a Palmanova nel 1762. Dopo il trasferimento con la famiglia a Brescia studia disegno presso il pittore Gerolamo Romani, per poi trasferirsi, sempre con la famiglia, a Venezia. Nella città lagunare studia con il professore di figura Costantino Sedini (Cedini).
A Venezia stringe amicizia con l'architetto Giannantonio Selva, tanto da seguirlo nel 1787 a Ferrara e ricevere l'incarico di decorare palazzo Bottoni. Nello stesso anno Giuseppe Bernardino Bison è documentato anche a Padova al seguito dello scenografo Antonio Mauro, dal quale mutuerà l'interesse per le architetture classiche dipinte da Antonio Visentini e con il quale collabora alla realizzazione del teatro dei marchesi Obizzi che nel 1790 gli commissionano alcune decorazioni per il castello del Catajo di Battaglia Terme, presso Padova. Sempre in Padova è documentata nel, 1792, la decorazione di Palazzo Maffetti-Manzoni in cui ormai si affermerà l'aderenza ad un repertorio classicista contaminato da reminiscenze settecentesche e, dopo il 1793, sarà operativo nel trevigiano, ove affrescherà la volta della chiesa di Sant'Andrea a Venegazzù, l'oratorio di villa Bragadin a Ceggia e le decorazioni nelle ville, Raspi di Lancenigo e Spineda a Breda di Piave.
Tra il 1798 e il 1800 collaborerà con il Selva alle decorazioni nelle opere da lui progettate o ristrutturate: nel Casino Soderini a Treviso, ove dipinge il Carro del Sole, e successivamente a Venezia con gli affreschi in Palazzo Dolfin Manin.
A Trieste Bernardino Bison si avvantaggerà dell'amicizia con Matteo Pertsch e lo scultore Antonio Bosa, collaborando alle decorazioni di Palazzo Carciotti e Palazzo della Borsa, nel 1811-16 affresca la cupola della Chiesa di Santa Maria Maggiore con i Quattro Evangelisti e finte architetture. 
Nel 1811 lo ritroviamo a Zara, nel Palazzo del Governatore, a Vipacco e a Gorizia (l'interno e il sipario del Teatro sociale), con opere oggi perdute. È questo il periodo in cui conseguirà una posizione che non tardò a tradursi in un notevole successo di mercato e il maestro, in seguito alle richieste, moltiplicò la produzione di dipinti, dando vita a molti generi. Il mercato collezionistico, e particolarmente quello triestino, mostrava apprezzamento per i paesaggi e i capricci, dove Bison metteva a frutto le sue indubbie doti di scenografo trovando una quantità di temi, facilmente accessibili per il prezzo non elevato giustificato anche dal formato da cavalletto delle opere.
Nel 1831, a sessantanove anni, Giuseppe Bernardino Bison si trasferirà prima a Brescia e poi definitivamente a Milano, dove si dedicherà a piccoli lavori che non avranno grande successo, anche per l'affermarsi della "pittura romantica di storia".
Morirà a Milano nel 1844.

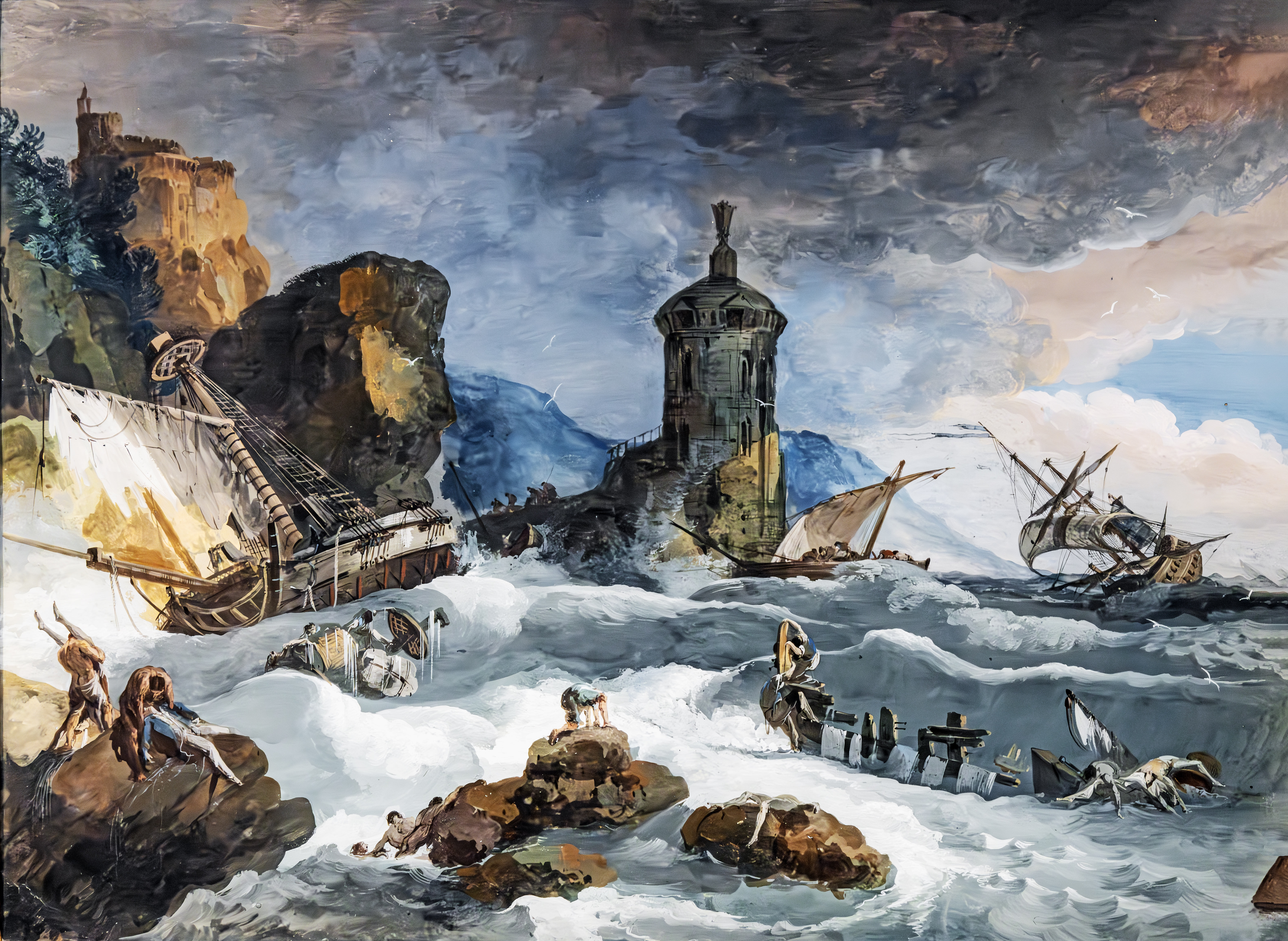
Burrasca con naufragio  Pinacoteca Egidio Martini
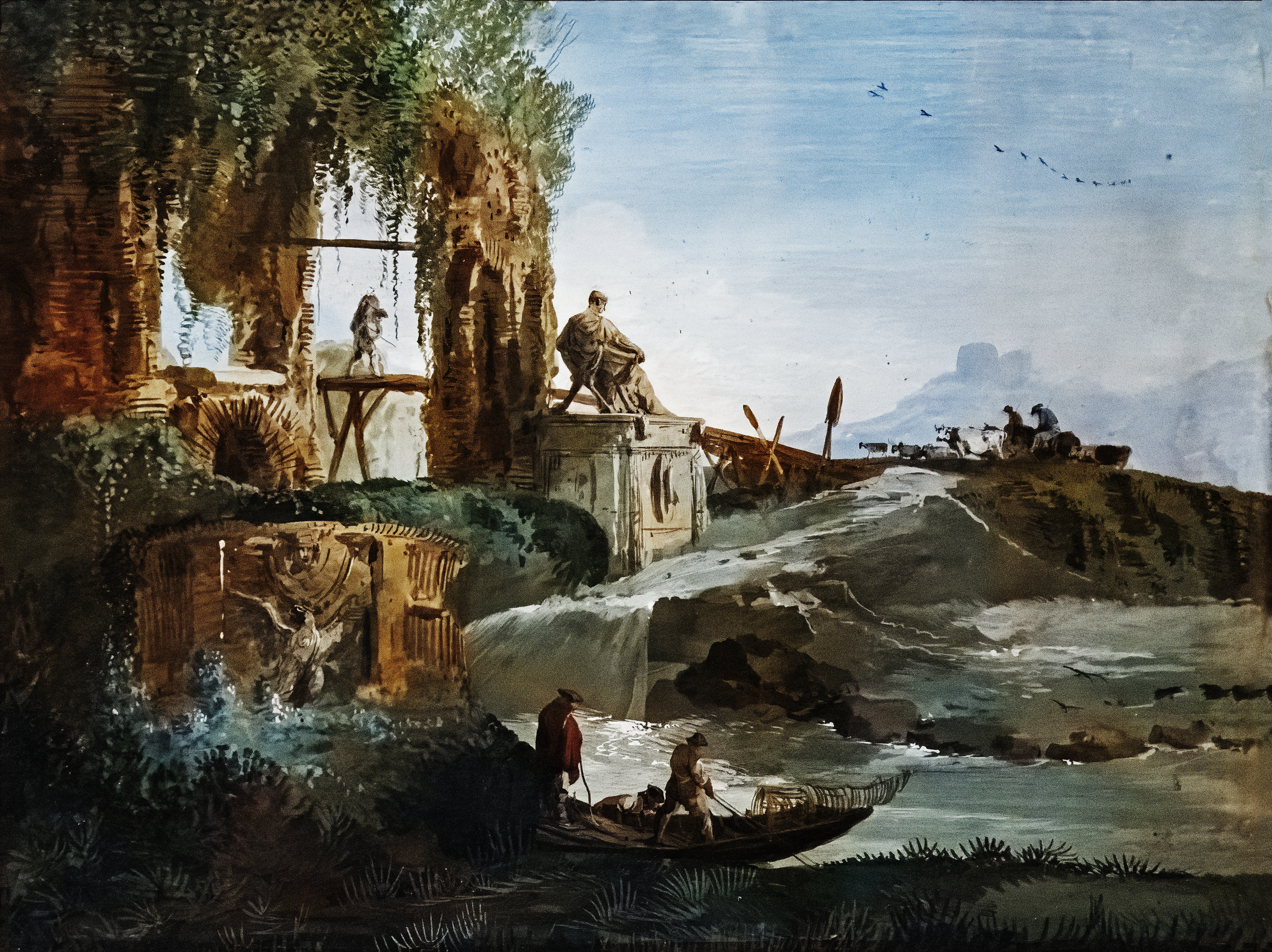
Paesaggio con cascatella e monumento antico Pinacoteca Egidio Martini
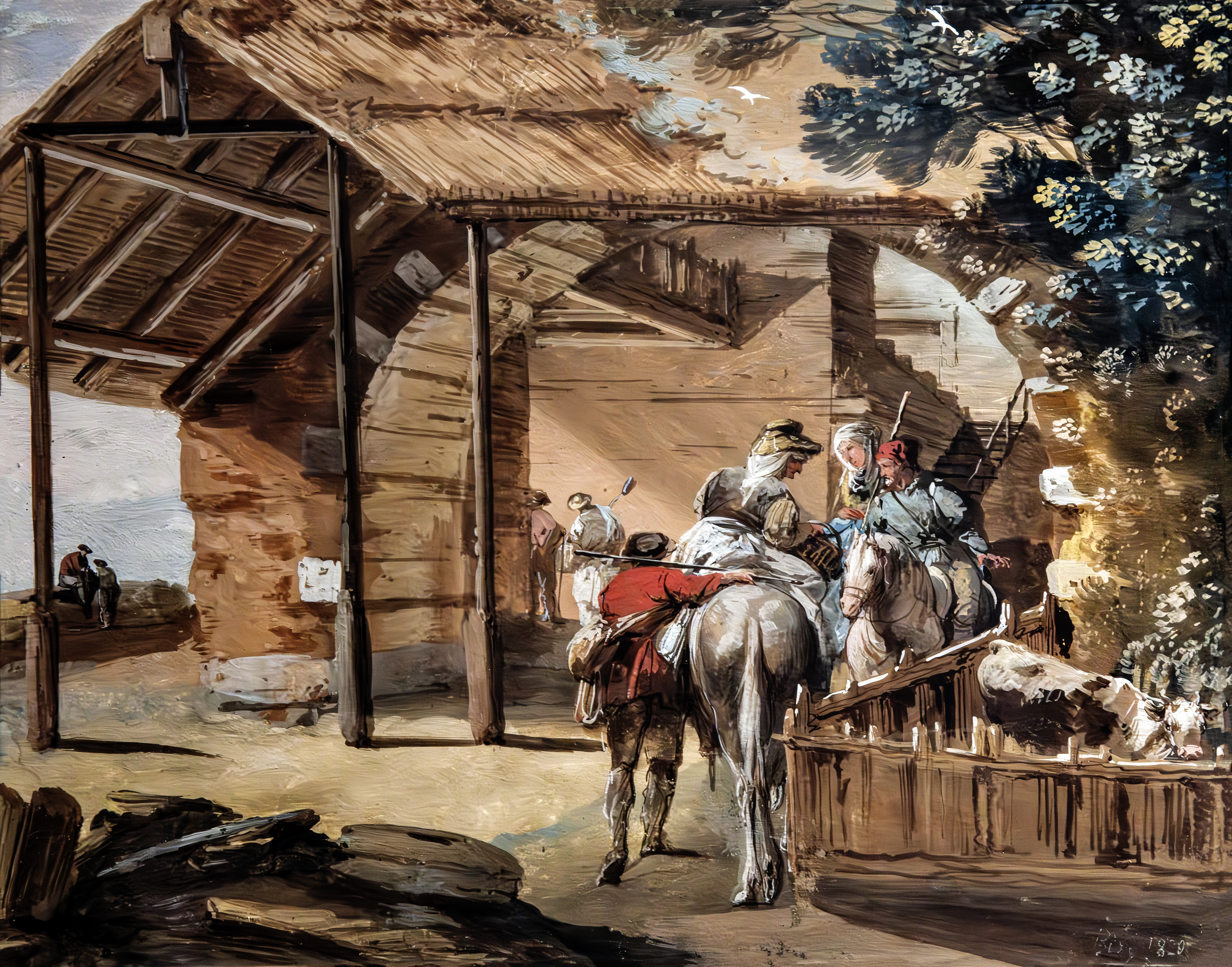
Scena con donne a cavallo in un casolare Pinacoteca Egidio Martini
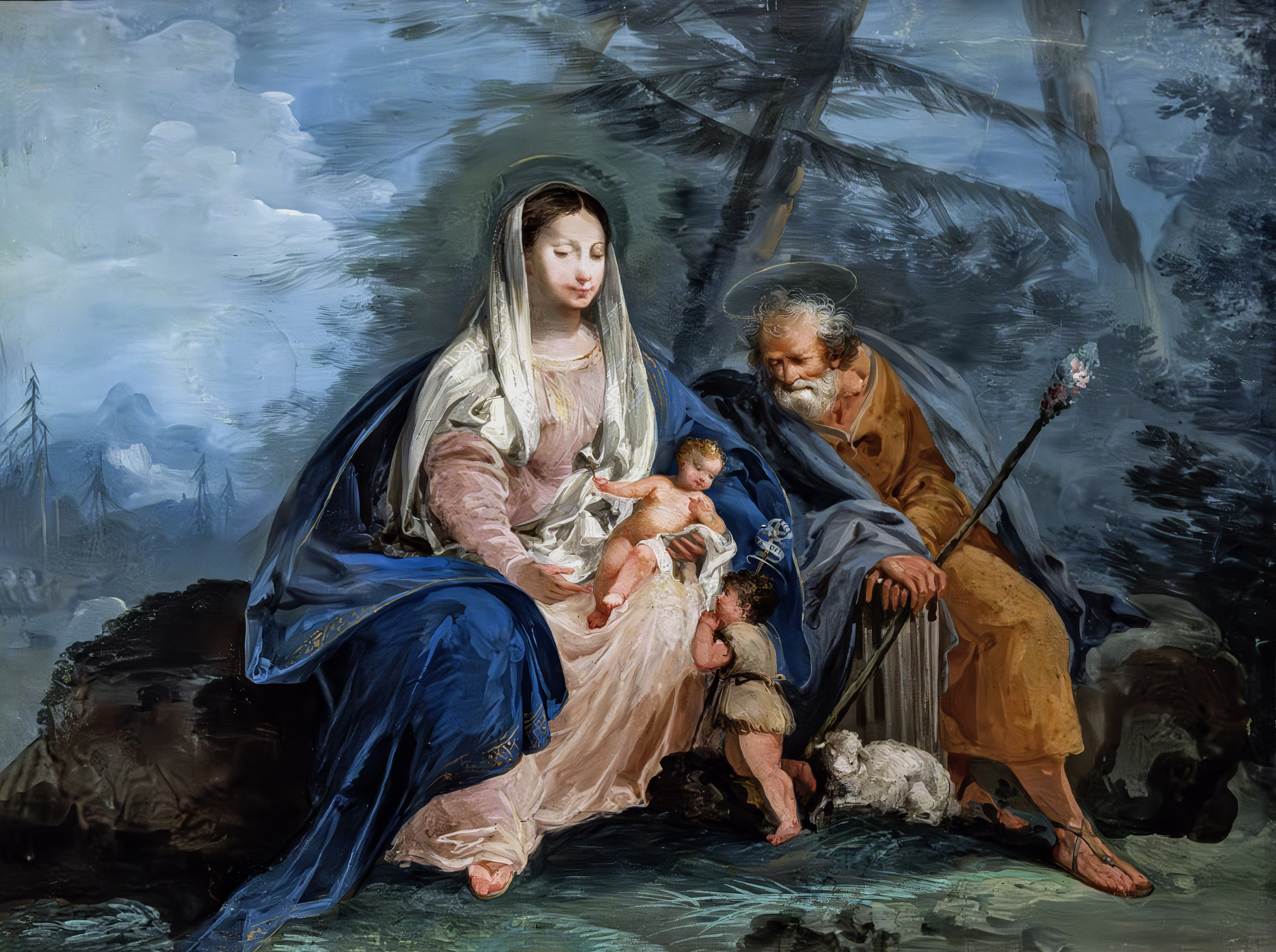
Sacra Famiglia Pinacoteca Egidio Martini